# Ala-Poskinen
Ala-Poskinen och Ylä-Poskinen är sjöar i Finland. De ligger i kommunen Kuopio (före 2017 i Juankoski kommun) i landskapet Norra Savolax, i den centrala delen av landet, 400 km nordost om huvudstaden Helsingfors. Ala-Poskinen ligger 127,7 meter över havet. Den är 6,2 meter djup. Arean är 92,7 hektar och strandlinjen är 6,29 kilometer lång. Sjön  ingår i Vuoksens huvudavrinningsområde.   I omgivningarna runt Ala-Poskinen växer i huvudsak blandskog.